# Cassagnes-Bégonhès
 Cassagnes-Bégonhès  (en occitano Casanhas) es una población y comuna francesa, situada en la región de Mediodía-Pirineos, departamento de Aveyron, en el distrito de Rodez y cantón de Cassagnes-Bégonhès.

## Demografía
| 1296 | 1255 | 1083 | 1023 | 1040 | 982 |
| Para los censos de 1962 a 1999 la población legal corresponde a la población sin duplicidades (Fuente: INSEE [Consultar]) |      |      |      |      |     |